# Johan Gustaf Ek (orgelbyggare)
Johan Gustaf Ek född 3 maj 1805 i Stigtomta, Södermanlands län, död 19 mars 1877 i Torps socken, Västernorrlands län var en svensk orgelbyggare.
Han var åren 1819–28 elev hos organisten och orgelbyggaren Johan Samuel Strand i Vingåker och dennes bror, orgelbyggaren Pehr Zacharias Strand. Han examinerades och blev privilegierad 1838. Han medverkade vid  Pehr Zacharias Strands orgelbygge i Torps kyrka 1828, där han sedan började sin egen verksamhet. Han byggde under åren 1833–1874 cirka 40 orglar, med två undantag i Norrland, varav tre alltjämt finns kvar. Han överlät 1874 verkstaden till sonen Frans August Ek.

## Biografi
Ek föddes 3 maj 1805 på Björka Hagstuga i Stigtomta socken och var son till rustmästaren Peter Ek och Karolina Nordblom.  1808 flyttade familjen till Håkensta i Spelviks socken. Där kom hans fader att arbeta som förare. Fadern avlider där 1817.
Ek flyttade 1819 till Kungsholmens församling, Stockholm och var där elevs hos instrumentfabrikören Pehr Strand.
1828 flyttade Ek till Ålsta i Torps socken och arbetade där som gästgivare. År 1838 var han antecknad som orgelbyggare. Ek avlider 19 mars 1877 i Ålsta och begravs den 6 april samma år.
Han gifte sig 16 november 1828 med Brita Christina Ersdotter.

## Orgelverk
| År        | Ursprunglig kyrka              | Stift            | Manualer | Pedal        | Stämmor | Bevarad orgel/fasad | Övrigt                                                      |
| --------- | ------------------------------ | ---------------- | -------- | ------------ | ------- | ------------------- | ----------------------------------------------------------- |
| 1833      | Graninge                       | Härnösands       | 1        | Bihängd      | 5       |                     |                                                             |
| 1838      | Selånger                       | Härnösands       | 1        | Självständig | 14      | Nej/Ja              | Stämmor finns kvar från orgeln.                             |
| 1839      | Sunne kyrka, Jämtland          | Härnösands       | 1        | Självständig | 14      | Ja/Ja               | Mekanisk orgel.                                             |
| 1840      | Gustav Adolfs kyrka, Sundsvall | Härnösands       | 2        | Självständig | 23      | Nej/Nej             |                                                             |
| 1842      | Hässjö                         | Härnösands       |          |              | 10 1/2  | Nej/Ja              |                                                             |
| 1844      | Backens kyrka                  | Luleå            |          |              | 16      |                     |                                                             |
| 1844      | Timrå kyrka                    | Härnösands       | 1        | Bihängd      | 10      | Nej/Nej             |                                                             |
| 1845      | Säbrå                          | Härnösands       | 1        | Självständig | 17      | Nej/Ja              |                                                             |
| 1847      | Luleå domkyrka                 | Luleå            |          |              |         |                     |                                                             |
| 1849      | Skogs kyrka                    | Härnösands       | 1        | Bihängd      | 5       | Nej/Ja              |                                                             |
| 1849      | Högsjö (Ångermanland)          | Härnösands       | 1        | Självständig | 12      | Nej/Ja              |                                                             |
| 1850      | Skön                           | Härnösands       | 1        | Självständig | 14      | Nej/Ja              |                                                             |
| 1850      | Hällesjö                       | Härnösands       |          |              | 8       | Nej/Ja              |                                                             |
| 1851      | Viksjö                         | Härnösands stift | 1        | Bihängd      | 7       |                     |                                                             |
| 1852      | Stöde                          | Härnösands       | 1        | Bihängd      | 8       | Nej/Ja              |                                                             |
| 1853      | Folkärna kyrka                 | Västerås         | 2        | Självständig | 14      | Nej/Ja              |                                                             |
| 1853      | Häggdånger                     | Härnösands       | 1        | Självständig | 10 1/2  | Nej/Ja              |                                                             |
| 1854      | Ytterlännäs                    | Härnösands       | 1        | Självständig | 16      | Nej/Ja              |                                                             |
| 1856      | Lits kyrka                     | Härnösands stift | 1        | Självständig | 12      | Nej/Ja              | Fasaden är ritad av Johan Fredrik Åbom.                     |
| 1856      | Nedertorneå                    |                  |          |              |         |                     |                                                             |
| 1856      | Ljustorp                       | Härnösands       | 1        | Självständig | 14      | Nej/Ja              |                                                             |
| 1858      | Attmar                         | Härnösands       | 1        | Bihängd      | 8       |                     |                                                             |
| 1858      | Nätra                          | Härnösands       | 2        | Självständig | 15      | Nej/Ja              |                                                             |
| 1858      | Haparanda kyrka                | Luleå            |          |              | 9       | Nej/Nej             |                                                             |
| 1858–1860 | Frösö kyrka                    | Härnösands       | 1        | Självständig | 12      | Nej/Nej             |                                                             |
| 1859      | Bergsjö kyrka                  | Uppsala          |          |              | 16      |                     |                                                             |
| 1861      | Fors                           | Härnösands       | 1        | Bihängd      | 8       | Nej/Ja              | Flyttades 1923 till Marieby kyrka.                          |
| 1862      | By kyrka                       | Västerås         | 2        | Självständig | 14      | Nej/Ja              |                                                             |
| 1862      | Grundsunda                     | Härnösands       | 1        | Bihängd      | 6       | Nej/Ja              |                                                             |
| 1862      | Nederluleå kyrka               | Luleå stift      | 2        |              | 20      | Nej/Nej             |                                                             |
| 1862–1863 | Holm (Medelpad)                | Härnösands       | 1        | Bihängd      | 8       | Nej/Ja              |                                                             |
| 1861–1863 | Indal                          | Härnösands       | 2        | Självständig | 16      | Nej/Ja              |                                                             |
| 1864      | Vännäs                         | Luleå            |          |              | 10      | Nej/Ja              |                                                             |
| 1865      | Styrnäs                        | Härnösands       | 1        | Självständig | 10      |                     |                                                             |
| 1866      | Anundsjö                       | Härnösands       | 1        | Bihängd      | 6       | Nej/Ja              |                                                             |
| 1867      | Rätans kyrka                   | Härnösands       | 1        | Bihängd      | 8       | Nej/Nej             |                                                             |
| 1870      | Bjärtrå                        | Härnösands       |          |              |         |                     | Såldes 1907 till EFS missionshus.                           |
| 1871      | Haverö                         | Härnösands       | 1        | Självständig | 9       | Ja(delvis)/Ja       |                                                             |
| 1873      | Undersåkers kyrka              | Härnösands       | 1        | Självständig | 12      | Nej/Ja              |                                                             |
| 1871–1872 | Stuguns gamla kyrka            | Härnösands       | 1        | Bihängd      | 8       | Ja/Ja               | Mekanisk orgel.                                             |
| 1874      | Hackås kyrka                   | Härnösands       | 1        | Självständig | 10      | Nej/Ja              |                                                             |
| 1876–1879 | Myssjö kyrka                   | Härnösands       | 1        | Självständig | 9       | Nej/Ja              | Påbörjad orgel. Slutfördes av sonen August Ek, Torpshammar. |

### Övriga
| År        | Ursprunglig kyrka   | Stift      | Manualer | Pedal | Stämmor | Bevarad orgel/fasad | Övrigt |
| --------- | ------------------- | ---------- | -------- | ----- | ------- | ------------------- | --- |
| 1838–1846 | Härnösands domkyrka | Härnösands |          |       |         |                     | Monterar ner en orgel 1838 byggd 1731 av Johan Niclas Cahman och sätter upp den i den nybyggda domkyrkan 1846.  |
| 1839      | Rödöns kyrka        | Härnösands |          |       |         |                     | Renoverade en orgel.                                                                                            |
| 1839      | Näskotts kyrka      | Härnösands |          |       |         |                     | Renoverade en orgel.                                                                                            |
| 1840      | Ljustorps kyrka     | Härnösands |          |       |         |                     | Sätter upp en inköpt orgel i kyrkan.                                                                            |
| 1848      | Sävars kyrka        | Luleå      |          |       |         |                     | Sätter upp en inköpt orgel i kyrkan.                                                                            |
| 1858      | Borgsjö kyrka       | Härnösands |          |       |         |                     | Byggde om en orgel till 8 stämmor.                                                                              |
| 1864      | Torps kyrka         | Härnösands |          |       |         |                     | Tillbyggd på en orgel av Pehr Zacharias Strand, 1 manual och pedal till 18 1/2 stämmor, två manualer och pedal. |
| 1866      | Bräcke kyrka        | Härnösands |          |       |         |                     | Sätter upp en orgel från Oravais kyrka, Finland.                                                                |
| ca 1872   | Gideå kyrka         | Härnösands |          |       |         |                     | Bygger till en "mellanstämma" till orgeln.                                                                      |
| 1876      | Ovikens gamla kyrka | Härnösands |          |       |         |                     | Utökade orgeln med ett öververk på 6 stämmor.                                                                   |
| 1876      | Ovikens nya kyrka   | Härnösands |          |       |         |                     | Utbyggde orgeln.                                                                                                |

## Gesäller
- Johan Abraham Lindström.
- 1863–1867 Eric Wilhelm Westerberg (instrumentmakarlärling)
- 1863 Isac Abrahamsson
- 1862–1863 Anders Bernhard Norrman
- 1860–1864 Eric Ericsson
- 1859–1861 Wilhelm Lagergren
- 1859–1863 Frans August Sundström
- 1857–1859 Erik Eriksson
- 1856–1860 Peter Abrahamsson Holmgren
- -1857 Johan Alexander Roman
- Lars Peter Georg Nyberg
- 1856–1859 Johan Alexander Roman
- 1855– Johan Erik Grahn